# Вільмош Зомборі
Вільмош Зомборі (рум. Vilmos Zombori, 11 січня 1906, Тімішоара, Австро-Угорщина — 17 січня 1993, Румунія) — румунський футболіст, що грав на позиції воротаря, зокрема, за клуб «Ріпенсія», а також національну збірну Румунії. Також був відомий як Вільям Зомборі (рум. Wiliam Zombori).
П'ятиразовий чемпіон Румунії. Дворазовий володар Кубка Румунії. 

## Клубна кар'єра
У дорослому футболі дебютував 1925 року виступами за команду клубу «ЧФР Тімішоара», в якій провів один сезон. 
Протягом 1926—1930 років захищав кольори команди клубу «Кінезул».
Своєю грою за останню команду привернув увагу представників тренерського штабу клубу «Ріпенсія», до складу якого приєднався 1930 року. Відіграв за тімішоарську команду наступні вісім сезонів своєї ігрової кар'єри.
Зробив перерву в своїй професійній ігрову кар'єрі через війну, виступаючи у клубі «ІЛСА Тімішоара» протягом 1938—1939 років.
Повернувся до футболу в 1945 році, відігравши два сезони за «Політехніку».
Має рекорд по кількості голів, забитих воротарем у першій румунській лізі, загальною кількістю 5.

## Виступи за збірну
1926 року дебютував в офіційних матчах у складі національної збірної Румунії. Протягом кар'єри у національній команді, яка тривала 10 років, провів у її формі 6 матчів.
У складі збірної був учасником чемпіонату світу 1934 року в Італії де зіграв в матчі 1/8 фіналу проти Чехословаччини (1-2).
Помер 17 січня 1993 року на 88-му році життя.

## Титули і досягнення
- Чемпіон Румунії (5):

«Кінезул»: 1926-1927
«Ріпенсія»: 1932-1933, 1934-1935, 1935-1936, 1937-1938
- Володар Кубка Румунії (2):

«Ріпенсія»: 1933-1934, 1935-1936